# 미국간호협회
미국간호협회(American Nurses Association)는 간호사들의 권익을 보호하기 위해 설립된 미국의 직능단체이다.

## 같이 보기
- 미국의사협회
- 대한간호협회